# Åltjärnen (Trönö socken, Hälsingland)
Åltjärnen är en sjö i Söderhamns kommun i Hälsingland och ingår i Nianån-Norralaåns kustområde. Sjön har en area på 0,0596 kvadratkilometer och ligger 192,8 meter över havet.

## Delavrinningsområde
Åltjärnen ingår i det delavrinningsområde (682415-154725) som SMHI kallar för Utloppet av Stultsjön. Medelhöjden är 232 meter över havet och ytan är 10,31 kvadratkilometer. Räknas de 4 avrinningsområdena uppströms in blir den ackumulerade arean 15,55 kvadratkilometer. Avrinningsområdets utflöde Enångersån mynnar i havet. Avrinningsområdet består mestadels av skog (82 procent). Avrinningsområdet har 0,92 kvadratkilometer vattenytor vilket ger det en sjöprocent på 8,9 procent.